# أندي ريس (لاعب كرة قدم)
أندي ريس (بالإنجليزية: Andy Reece)‏ هو لاعب كرة قدم بريطاني في مركز الوسط، ولد في 5 سبتمبر 1962. لعب مع نادي بريستول روفيرز ونادي هيرفورد.